# Braojos
Braojos (auch: Braojos de la Sierra) ist eine Gemeinde (municipio) mit 219 Einwohnern (Stand: 2024) in der Autonomen Gemeinschaft Madrid.

## Lage und Verkehr
Braojos liegt etwa 85 Kilometer nördlich der Stadt Madrid. 

## Bevölkerungsentwicklung
| Jahr      | 1960 | 1970 | 1981 | 1991 | 2001 | 2011 | 2021 |
| Einwohner | 304  | 177  | 138  | 132  | 177  | 198  | 218  |

## Sehenswürdigkeiten
- Vinzenzkirche (Iglesia de San Vicente Mártir), Denkmal (Monumento histórico-artístico)
- Einsiedelei des Guten Erfolgs (Ermita de la Virgen del Buen Suceso), Denkmal in Ausweisung
- Rathaus

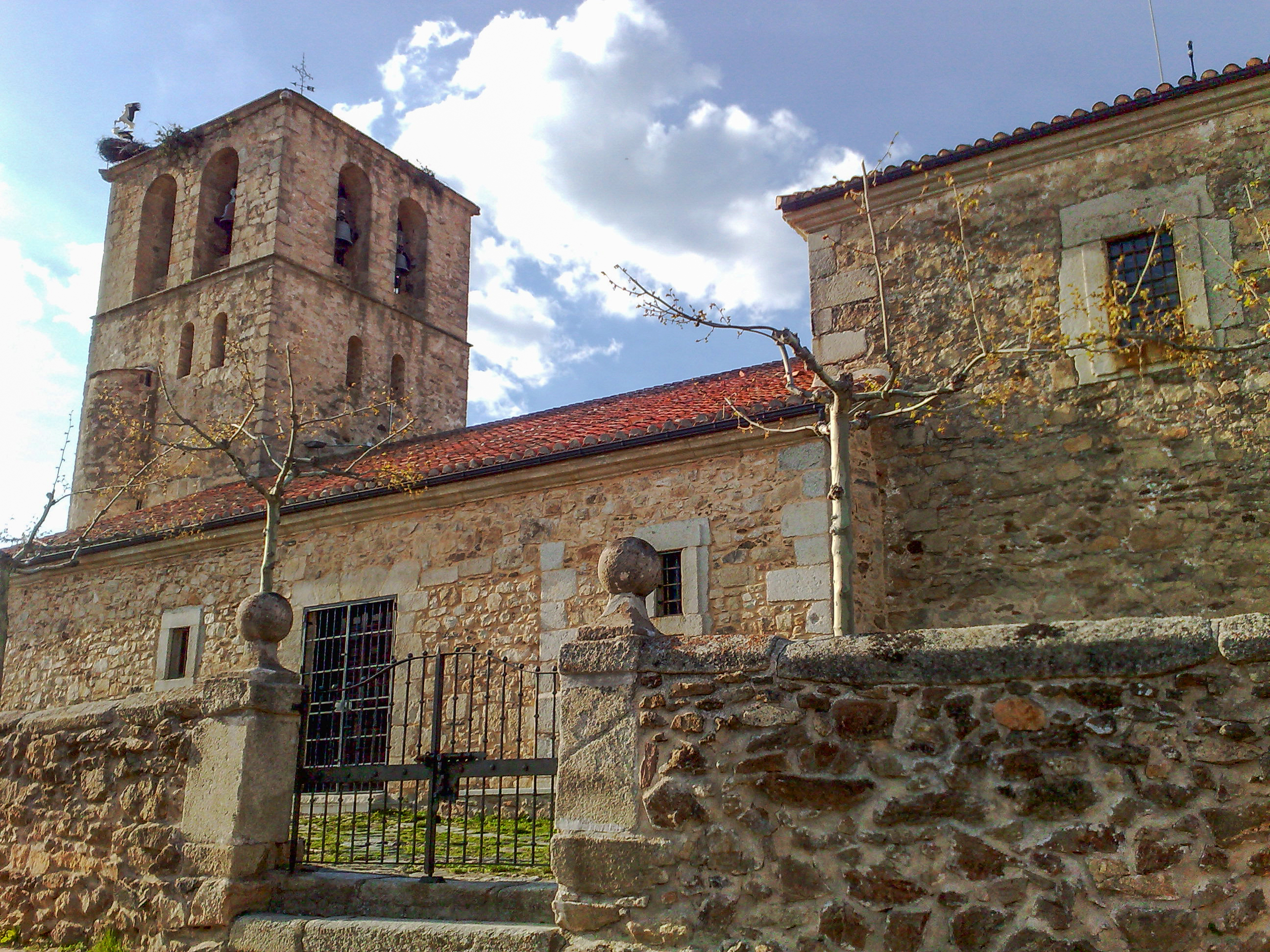
Vinzenzkirche
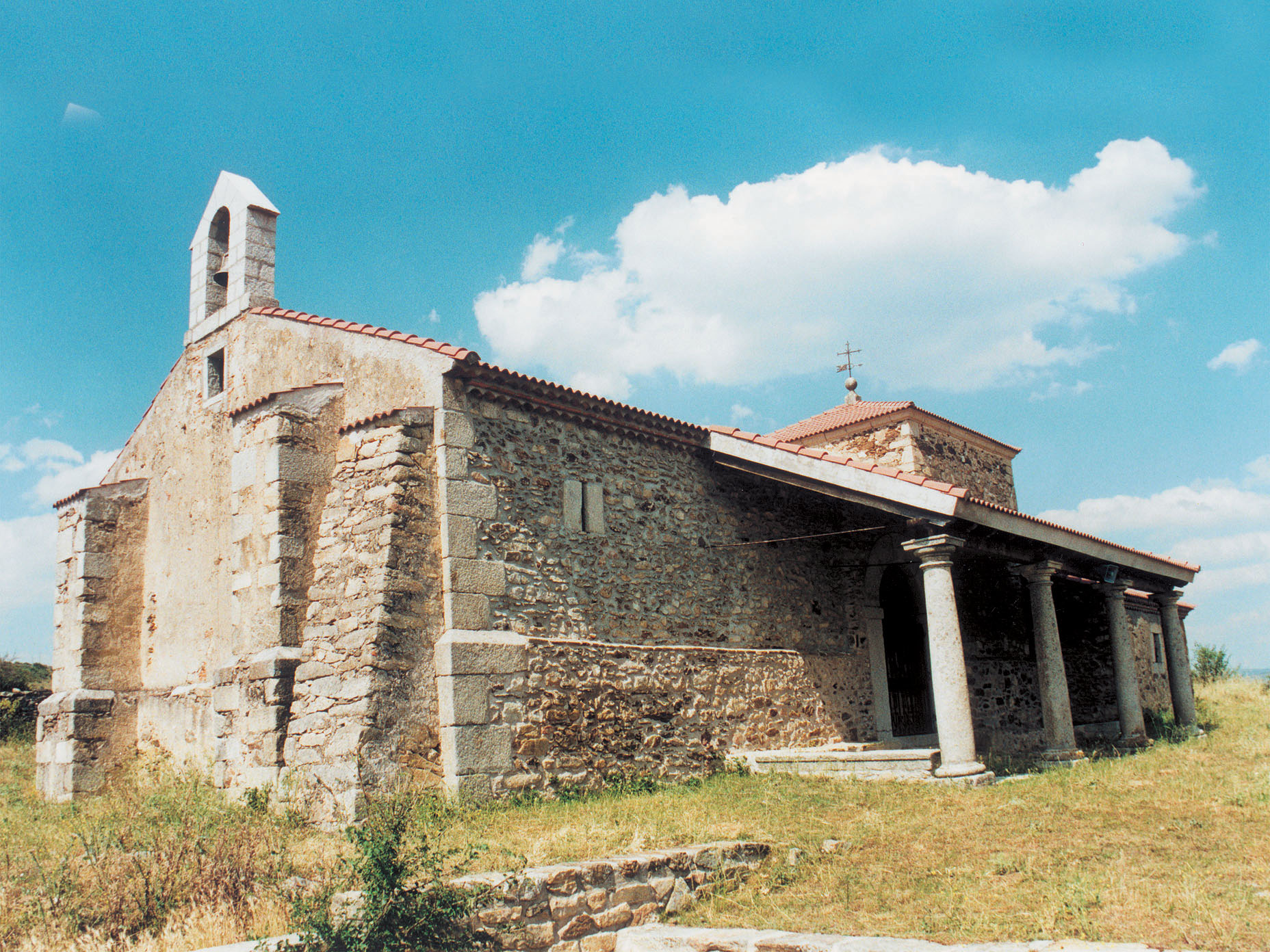
Einsiedelei vom Guten Erfolg
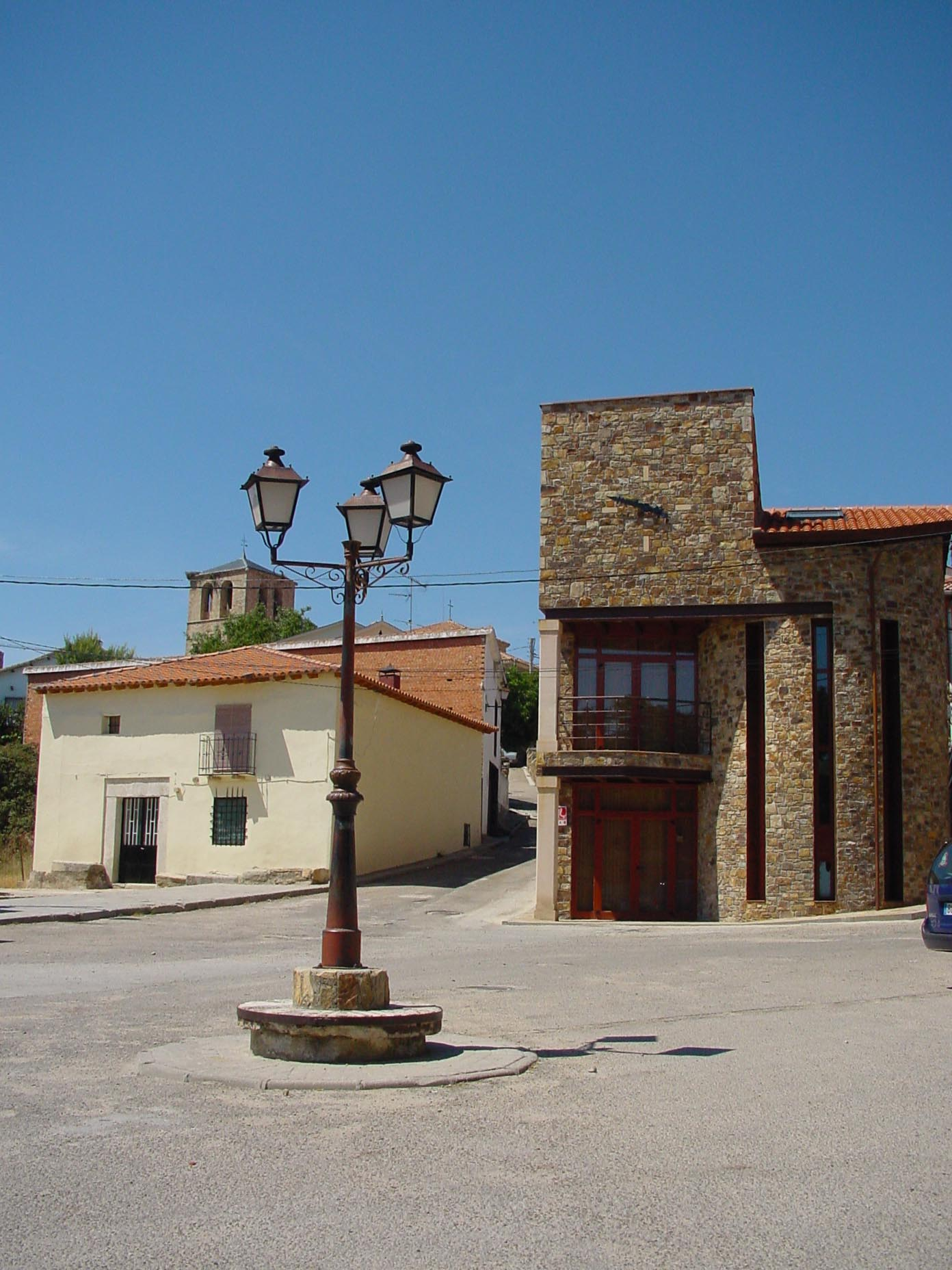
Platz und Rathaus